# Lake Lorraine
Lake Lorraine é uma Região censo-designada localizada no estado americano de Flórida, no Condado de Okaloosa.

## Demografia
Segundo o censo americano de 2000, a sua população era de 7106 habitantes.

## Geografia
De acordo com o United States Census Bureau tem uma área de
6,1 km², dos quais 5,3 km² cobertos por terra e 0,8 km² cobertos por água.

## Localidades na vizinhança
O diagrama seguinte representa as localidades num raio de 8 km ao redor de Lake Lorraine.